# Caroline Thompson
Caroline Thompson (* 23. April 1956 in Washington, D.C.) ist eine US-amerikanische Drehbuchautorin und Filmregisseurin. Sie arbeitet vor allem an Filmen von Tim Burton mit. Beginnend mit Edward mit den Scherenhänden tritt sie seit 1990 als Drehbuchautorin in Erscheinung. 1994 gab sie mit Black Beauty ihr Regiedebüt, dem mit Buddy – Mein haariger Freund (1997) und Snow White (2001) bislang zwei weitere Regiearbeiten folgten. 

## Filmografie
- 1990: Edward mit den Scherenhänden (Edward Scissorhands) – Regie: Tim Burton – (B)
- 1991: Addams Family (The Addams Family) – Regie: Barry Sonnenfeld – (B)
- 1993: Der geheime Garten (The secret garden) – Regie: Agnieszka Holland – (B)
- 1993: Nightmare Before Christmas – Regie: Henry Selick – (B)
- 1993: Zurück nach Hause – Die unglaubliche Reise (Homeward bound: The incredible journey) – Regie: Duwayne Dunham – (B)
- 1994: Black Beauty – (R, B)
- 1997: Buddy – Mein haariger Freund (Buddy) – (R, B)
- 2001: Snow White – (R, P, B)
- 2005: Corpse Bride – Hochzeit mit einer Leiche (Corpse Bride) – Regie: Tim Burton – (B)
- 2008: City of Ember – Flucht aus der Dunkelheit (City of Ember) – Regie: Gil Kenan – (B)
- 2018: Willkommen in Marwen (Welcome to Marwen)